# Перкалаб
Перкала́б — річка в Румунії (витоки) та в Україні, на межі Верховинського району Івано-Франківської області та Путильського району Чернівецької області. Ліва притока Білого Черемошу (басейн Пруту).

## Опис
Довжина 15 км, площа басейну 63,2 км². Річка типово гірська з глибокою і вузькою долиною. Похил річки 49 м/км. Річище слабозвивисте. Заплава в багатьох місцях відсутня.

## Розташування
Перкалаб бере початок на території Румунії, у південно-східній частині гірського масиву Чивчини (частина Мармароського масиву). Тече на північ та північний схід. У місці злиття з річкою Сарата дає початок Білому Черемошу.
Притоки: Минчель, Великий Прилучний, Маскотин (ліві).

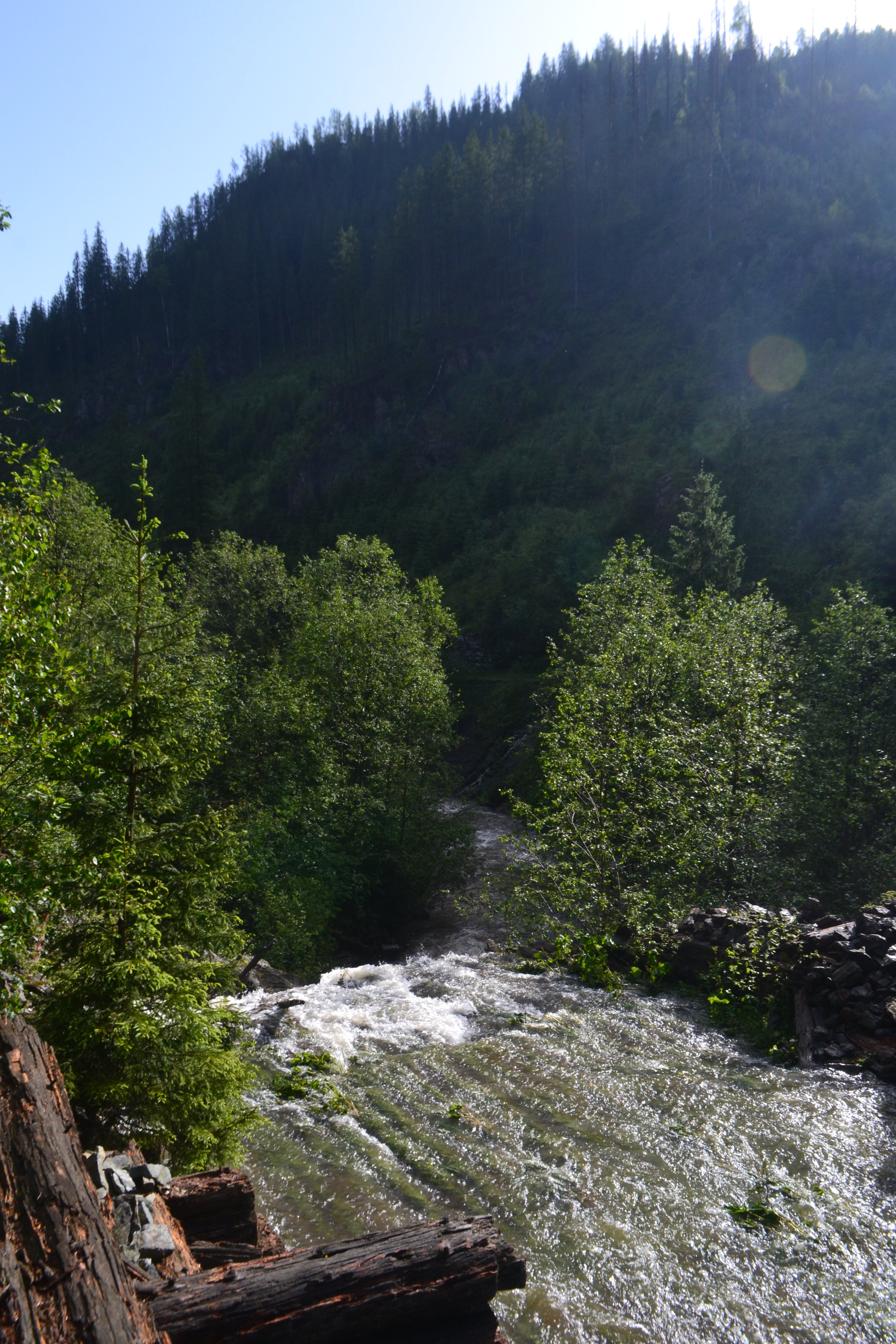
Клявза Перкалаб

## Цікаві факти
- Перкалаб є найпівденнішою річкою Українських Карпат і Західної України.
- Біля річки розташовані природоохоронні території: заказник «Чорний Діл», Молочнобратський карстовий масив, Черемоський національний природний парк та Верховинський національний природний парк.
- На річці Перкалаб збереглася клявза (гать) імені кронпринца Рудольфа, споруджена 1879 р.